# Эль-Вакф
Эль-Вакф (араб. الوقف‎) — город в центральной части Египта, расположенный на территории мухафазы Кена.

## Географическое положение
Город находится на западе мухафазы, в левобережной части долины реки Нил, на расстоянии приблизительно 28 километров к западу-юго-западу (WSW) от Кены, административного центра провинции. Абсолютная высота — 57 метров над уровнем моря.

## Демография
По данным переписи 2006 года численность населения Эль-Вакфа составляла 27 525 человек.
Динамика численности населения города по годам:
| 1996   | 2006   | 2018   |
| ------ | ------ | ------ |
| 24 033 | 27 525 | 33 152 |

## Транспорт
Ближайший аэропорт расположен в городе Луксор.